# Forte de São João da Bertioga
O Forte São João de Bertioga, que até o século XVIII era chamado de Forte São Tiago, é a primeira fortificação construída no Brasil, em 1560, por ordem do Rei de Portugal. Anteriormente, outras estruturas existiram no mesmo local. Em 1531 Martim Afonso de Sousa teria ordenado a instalação da "Torre da Bertioga", como explica Frei Gaspar da Madre de Deus. Em 1547 foi erguida a paliçada (caiçara) de Diogo de Braga e seus filhos, destruída em 1551 em um ataque do Povo Tupinambá, defende Victor Mori. Localiza-se na barra de Bertioga, em terra continental, fronteiro à ilha de Santo Amaro, no litoral do estado brasileiro de São Paulo, no extremo oposto da Fortaleza de São Felipe, no Guarujá, com a qual cruzava fogos, protegendo o acesso do canal do Rio Bertioga. A fortificação sofreu uma série de reformas ao longo do tempo, sobretudo no século XVIII, e a última das quais em 2001, das quais resulta a edificação atual. O espaço presentemente funciona como equipamento cultural, sendo desde 2014 rodeado pelo Parque dos Tupiniquins.

## História

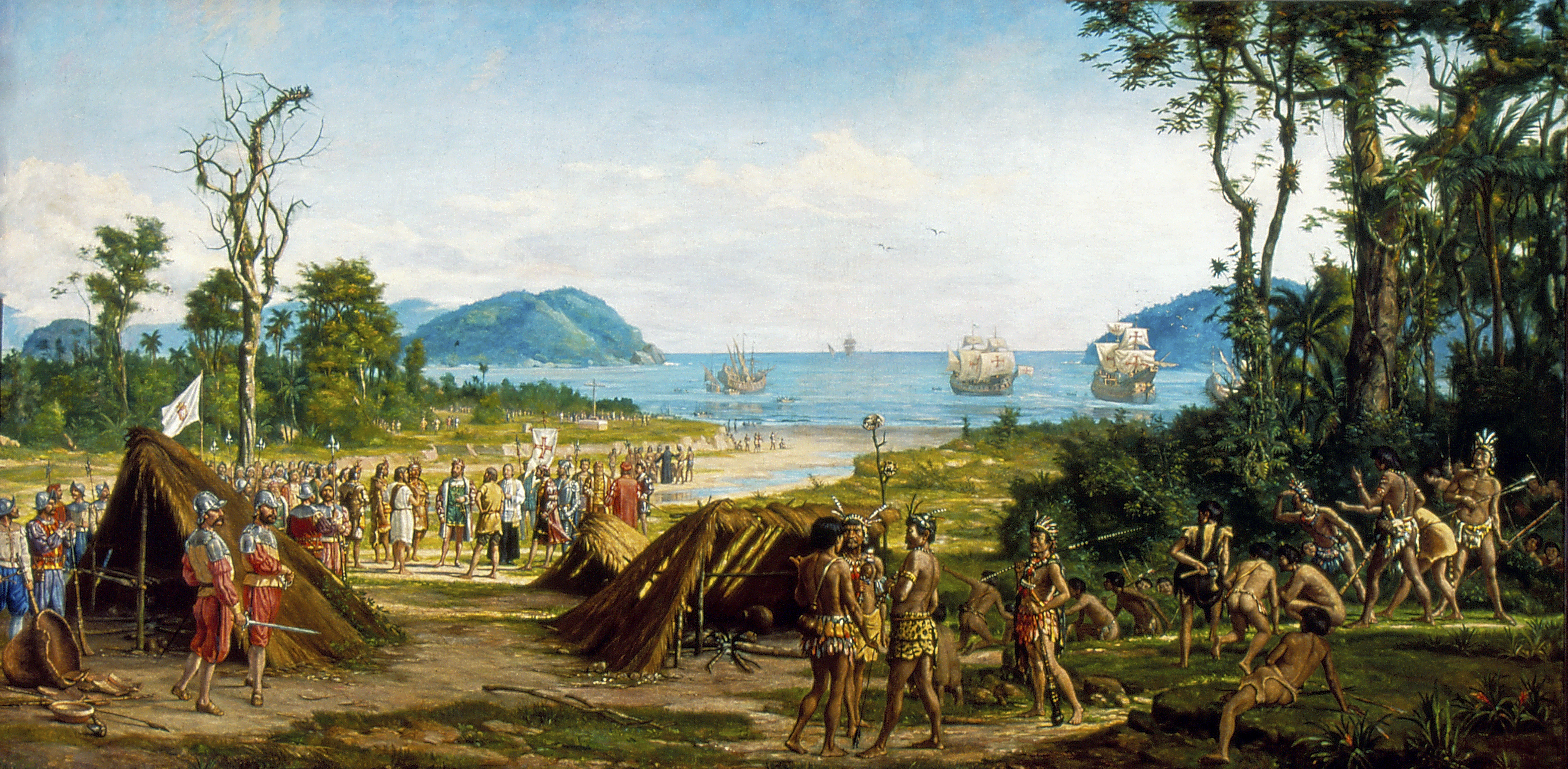
Fundação de São Vicente, por Benedito Calixto.

A necessidade da existência de uma fortificação que dominasse a barra ocidental do canal da Bertioga começa a fazer-se sentir após a fundação da vila de São Vicente por Martim Afonso de Sousa, em  1532, por ser esta via usual de ataque de tupinambás em canoas, oriundos de Iperoig (Ubatuba), e da ilha de São Sebastião. De acordo com Frei Gaspar da Madre de Deus, Martim Afonso de Sousa teria entrado pela barra da Bertioga, mandando erguer uma trincheira na ponta sul, onde teria deixado pequena guarnição.
Poucos anos depois já se tornara evidente a necessidade de fortificação da costa naquela região. A 12 de maio de 1548, Luís de Góis escreve a D. João III, avisando-o que se com tempo e brevidade vosa Alteza nam socorre a estas capitanias [de Santos e São Vicente] e Costa do Brasill, com braço forte, se perderiam muitas almas christaãs que soo nesta capitania antre homens e molheres E mininos a mais de seiscentas almas, E de Escravaria mais de tres mil. Refere ainda seis Emgenhos, E muita fazenda que nela se pode perder afora muita que he guastada
Hans Staden, na sua segunda viagem à costa do Brasil, entre 1550 e 1555, descreve deste modo a sua construção e destruição:
Esta passagem queriam alguns mamelucos, descendentes de índios e cristãos, impossibilitar aos tupinambás. Eram cinco irmãos. Seu pai era um português, sua mãe uma índia brasileira. Eram cristãos, igualmente hábeis e experientes na arte guerreira tanto destes, como dos selvagens, dominando ambas as línguas. O mais velho chamava-se João de Braga, eram seus irmãos: Diogo, Domingos, Francisco e André de Braga, e seu pai era Diogo de Braga. Cerca de dois anos antes da minha chegada [c. 1548], haviam resolvido estes cinco irmãos, com tupiniquins amigos, construir em Bertioga, à maneira dos selvagens, um forte para defesa contra os adversários e realizaram a sua ideia. Também alguns portugueses com eles se estabeleceram, pois a terra era boa.
Seus inimigos, os tupinambá, cuja fronteira fica mais ou menos a vinte e cinco milhas distante de Bertioga, observaram isto e armaram-se. Uma noite vieram em setenta canoas e atacaram, segundo seu costume, às primeiras horas da madrugada. Os mamelucos e portugueses retiraram-se em uma casa de barro e defenderam-se. Os índios porém permaneceram juntos em suas choças e aí resistiram como lhes foi possível, de sorte que muitos atacantes tombaram. Afinal os tupinambás venceram. Incendiaram a povoação de Bertioga e fizeram prisioneiros todos os selvagens. Mas aos cristãos - deviam ser oito - e aos mamalucos, nada puderam fazer-lhes na casa, pois Deus quis protegê-los.
Os agressores retiraram-se para sua terra logo após terem matado e esquartejado os prisioneiros.
Este estabelecimento se constituía, assim, de um aldeamento paliçado ao modo indígena, dominado por uma casa-forte de faxina, em madeira e taipa de pilão, também denominado Casa-forte da Bertioga.
Staden conclui:
Depois destes sucessos, pareceu conveniente aos comandantes e à Câmara [Municipal], não abandonar o lugarejo mas fortificá-lo o máximo possível, porque de lá se podia defender toda a região. E assim aconteceu.
A 18 de janeiro de 1550, Tomé de Sousa, primeiro governador-geral do Brasil, então em Salvador da Bahia, confia a António Adorno a alcaidaria-mor da Fortaleza da Britogua, na Capitania de São Vicente, nomeando-o almoxarife da villa da Britroga, e dos Armazens, Artilharia della, com o qual Officio não haverá Ordenado algum porquanto elle o não quis. No mesmo documento refere Provisão Régia de D. João III, ordenando que na dita Fortaleza haja moradores, que a povoem, com que possa estar segura, dentre os quais seria escolhido o almoxarife das suas obras, e seu armazém e artilharia.
Por Provisão-Régia de 18 de junho de 1551, foi determinado erguer-se uma fortificação no local, destinando-lhe, para esse fim, uma verba de 3.000 cruzados. O primeiro governador-geral, Tomé de Sousa, que exerceu esse cargo entre 1549 e 1553, em visita à capitania de São Vicente no início de 1553, aí fez estabelecer uma povoação. Na carta ao rei de Portugal, onde justifica ter tido medo de desfazer a vila de São Vicente, informa ter mandado erguer mais três, e entre elas "(...) a Bertioga que Vossa Alteza mandou fazer, que está cinco léguas de São Vicente, na boca do rio por onde os índios lhe faziam muito mal.".
O bispo da Bahia confirmou, a 22 de dezembro de 1555, na "vigairaria da igreja de São Tiago, da vila da Bertioga, da Capitania de São Vicente" ao padre Fernão Luís Carapeto.

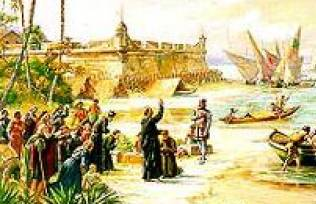
Detalhe do óleo de Benedito Calixto, "Partida de Estácio de Sá", representando o que seria o Forte de São Tiago em 1563.

Quando o forte foi concluído em 1560, a região era palco de conflitos incessantes, tanto entre portugueses e tamoios, como causados pela conversão dos maramomis e a expulsão dos franceses do Rio de Janeiro, ocorrida entre 1565 e 1567. Esta primeira fortificação permanente constituia‐se de um “baluarte de pedra”, com guaritas angulares direcionadas para as águas, semelhante ao forte atual.
No contexto da chamada Revolta dos Tamoios, os padres Manuel da Nóbrega e José de Anchieta partiram de Santos em 1563 com destino a Iperoig, com a missão de tentar pacificar os índios. A expedição fez escala em Bertioga, onde foi celebrada missa na capela do Forte de São Tiago. Dois anos mais tarde, a 27 de janeiro de 1565, coube ao padre Manuel da Nóbrega rezar missa na mesma capela, e dar a bênção aos expedicionários sob o comando de Estácio de Sá, que dali partiam para expulsar os franceses estabelecidos na baía de Guanabara. O episódio encontra-se retratado na pintura histórica "Partida de Estácio de Sá", de autoria de Benedito Calixto, que atualmente se encontra no Palácio São Joaquim, na cidade do Rio de Janeiro.
A fortificação encontra-se cartografada por Luís Teixeira no seu Mapa de São Vicente, datado de cerca de 1573.

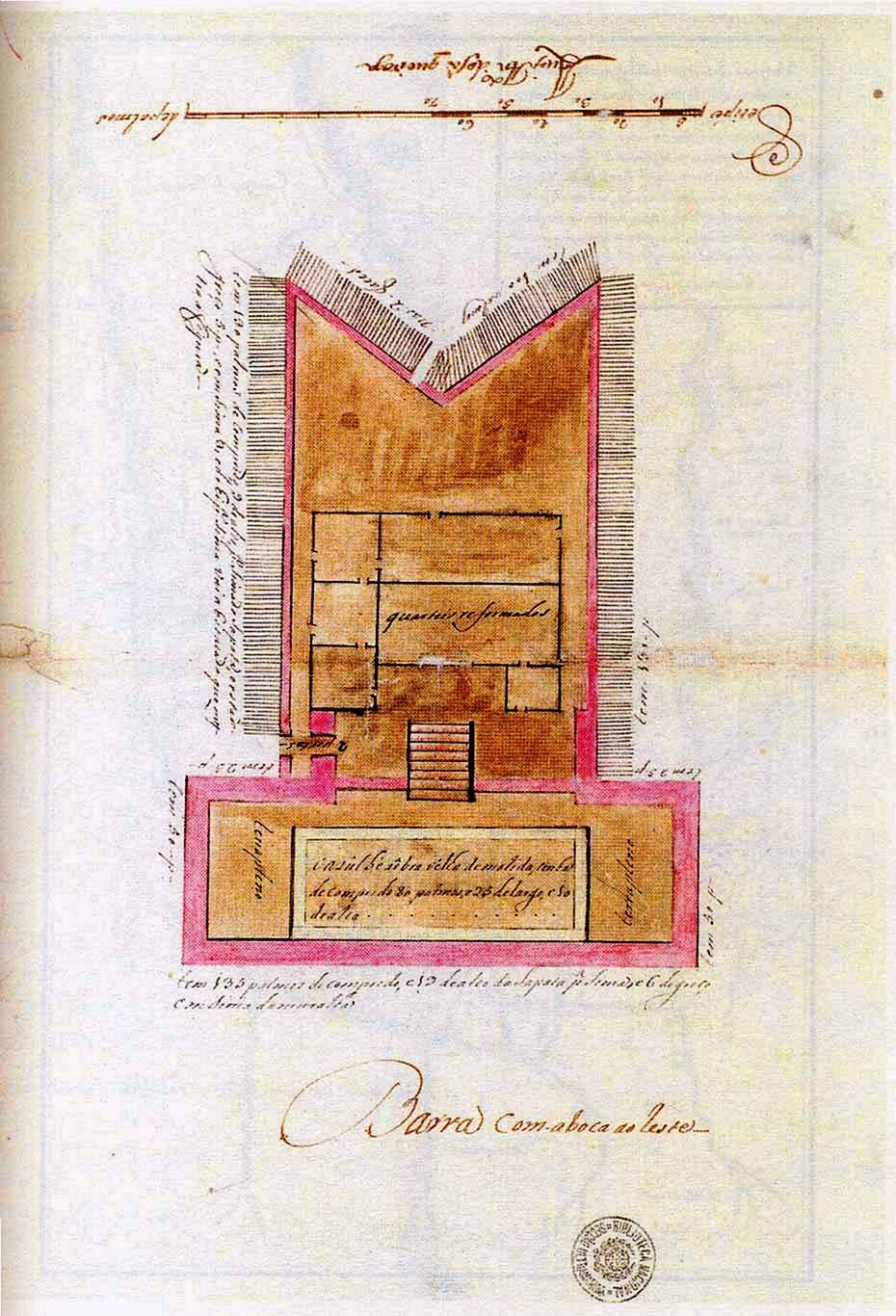
Planta do Forte São João de Bertioga (c. 1751).

O primitivo Fortim de São Tiago foi reconstruído, ao final do século XVII, em alvenaria de pedra e cal, tendo as suas obras definitivas sido concluídas em 1710, quando se encontrava artilhado com onze peças. O desenho da sua planta apresentava o formato de um polígono retangular com guaritas nos vértices. O governador e capitão-general da capitania de São Paulo, D. Rodrigo César de Meneses, informava:
Como pelo tempo adiante poderá o porto da Vila de Santos ser mais bem visto das Nações Estrangeiras e de piratas, aumentando-se nele o comércio, pelas boas esperanças que nesta Capitania há de novos descobrimentos [minerais], procurei por na última perfeição a fortaleza da barra da Bertioga, da mesma Vila, e me parece foi a obra que se lhe fez de muita conveniência a Real Fazenda de V. Majestade, porque, gastando-se com ela de três em três anos muito perto de quinhentos mil réis com madeiras e estacarias, ultimamente se fez de pedra e cal, com muita regularidade e tudo o mais necessário para a sua boa defesa por um conto setecentos e setenta mil réis; (...)
Em 1751 o então governador da praça de Santos, Luís Antônio de Sá Queiroga, fez reedificar o forte. Na ocasião, o modesto terrapleno quinhentista com uma área de 100 metros quadrados foi demolido, para dar lugar ao atual, com 250 metros quadrados. A tenalha, a norte, foi elevada para nove palmos de altura e complementada por uma estacada paralela, e o edifício do quartel, reformado.
O forte recebeu nova artilharia em 1760. No governo da capitania de São Paulo pelo capitão-general D. Luís António de Sousa Botelho Mourão - quarto morgado de Mateus (1765-1775), dentro do contexto das obras de recuperação da Fortaleza de Santo Amaro da Barra Grande, quando foi levantada a Bateria da praia do Góis (1765 e 1766, respectivamente), o Forte de São Tiago foi reformado a partir de 1765, cruzando fogos com o Forte de São Luís da Armação.
Por volta de 1769, uma forte ressaca marinha destruiu parte do terrapleno do forte, deslocando em aproximadamente 25 centímetros a guarita e a cortina. Esse fenómeno terá destruído também a capela São João localizada na praia, vizinha ao forte. Tendo a imagem da capela sido recolhida ao forte, este passou a denominar-se Forte de São João da Bertioga. À época, por exercer as funções de registro das embarcações que demandavam o porto de Santos, era também denominado como Forte do Registro. Em Relatório à Coroa Portuguesa, acerca das fortificações da Capitania, datado de 30 de junho de 1770, aquele governador informou que esta praça estava artilhada com onze peças: seis de calibre 8, duas de 6, uma de 4 libras de bala e dois pedreiros de bronze.
Um relatório manuscrito descreve o estado da fortificação, ao final do século XVIII:
A Fortaleza da Bertioga tem sete peças, todas desmontadas, e acho que só duas poderão dar fogo; o quartel está arruinado e por ser muito úmido não pode conservar um só barril de pólvora, e nem tem parte onde se lhe possa fazer cômodo para o ter sem grande risco. Nesta fortaleza por força a artilharia há de estar ao tempo e por isso precisa que o carretame seja pintado para lhe poder resistir. Este reduto não tem vantagem alguma mais do que servir de registro na ponta da terra firme, porque ali não defende a entrada da barra e logo que qualquer embarcação entre da barra para dentro tem muito onde fazer desembarque e no caso de a quererem tomar (que não tem necessidade disso) quaisquer 40 ou 50 homens a tomam.
No século seguinte, no Relatório de 1817 do 2º Tenente de Engenheiros Rufino José Felizardo e Couto ao governador e capitão-general da Província de São Paulo, Francisco de Assis Mascarenhas - conde da Palma -, encontra-se relacionada a artilharia da praça:
"Achavam-se neste forte nove bocas de fogo, todas de ferro fundido; destas só três [é] que poderão servir, a saber, duas de calibre 9 e uma calibre 6 que é a melhor."
Data deste momento a reforma que lhe alterou o telhado do edifício dos quartéis de duas para quatro águas, sendo acrescentada uma cozinha e uma despensa.

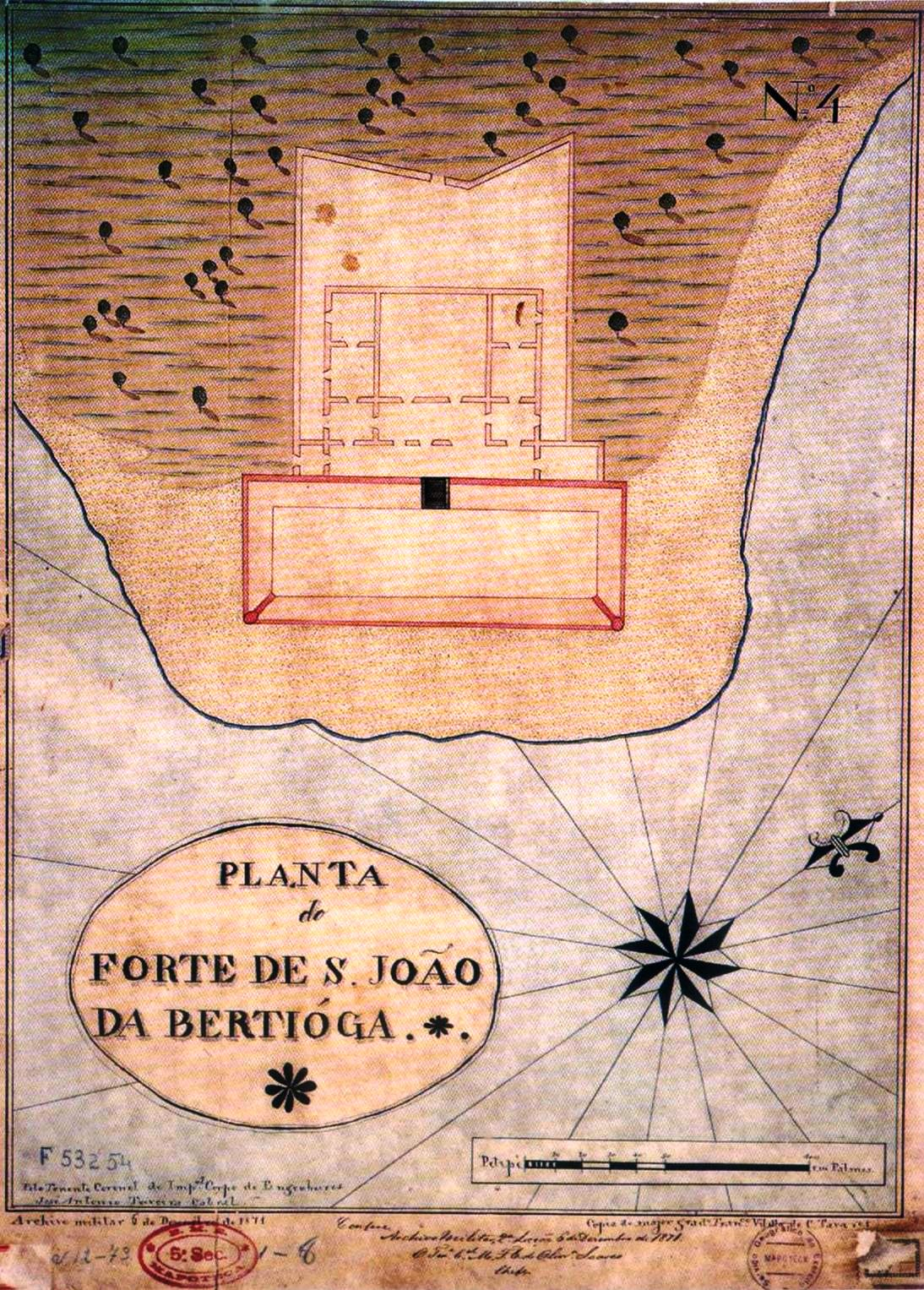
Planta do Forte São João de Bertioga (1871).

Um outro Relatório, em 1830, do marechal Daniel Pedro Müller, informa que a sua guarnição em tempo de paz era de três homens, e, em tempo de guerra, compunha-se de um oficial superior, um inferior, e vinte soldados de infantaria. O Mapa das Fortificações do Ministério da Guerra de 1847 atribui-lhe apenas seis peças, encontrando-se arruinado em 1885.
O conjunto passou para o Ministério da Indústria, que nele instalou um posto semafórico. Na gestão do Dr. Washington Luis na presidência do governo do estado de São Paulo, foi restaurado como Monumento Histórico (1920), para ser tombado pelo Patrimônio Histórico e Artístico Nacional em 1940.
No contexto da Segunda Guerra Mundial serviu como quartel para os pelotões de vigilância dos 4° e 6° Batalhões de Caçadores do Exército Brasileiro. Entre os anos de 1944 e 1954, serviu de aquartelamento ao destacamento subordinado à Praça Militar de Santos. O forte foi totalmente restaurado a partir de 1945 pela Diretoria de Patrimônio Histórico e Artístico Nacional, sendo erguida uma residência com três quartos para o zelador do forte. Em 1960 passou para a guarda do Instituto Histórico e Geográfico Guarujá-Bertioga (IHGGB), que ali instalou o Museu João Ramalho.
Em 1996 devido à falta de infra-estrutura e à precariedade de suas condições, o IPHAN retomou a posse do forte, encerrando-o ao público e iniciando-lhe uma intervenção de conservação e restauro. Os trabalhos basearam-se no projeto do engenheiro Rufino José Felizardo e Costa, datado de 1817, sendo demolindo o telhado da casa do zelador e devolvendo-a ao aspecto que possuía naquela época. Desse modo, em meados de 2001 encontrava-se totalmente reformado, contando atualmente com salas temáticas, exposição de armas e armaduras, exposições itinerantes e visitas monitoradas.
No ano de 2004, durante as comemorações da IV Festa Nacional do Índio, foi inaugurado, em seu entorno, o Parque dos Tupiniquins.